# Tężnia w Grudziądzu

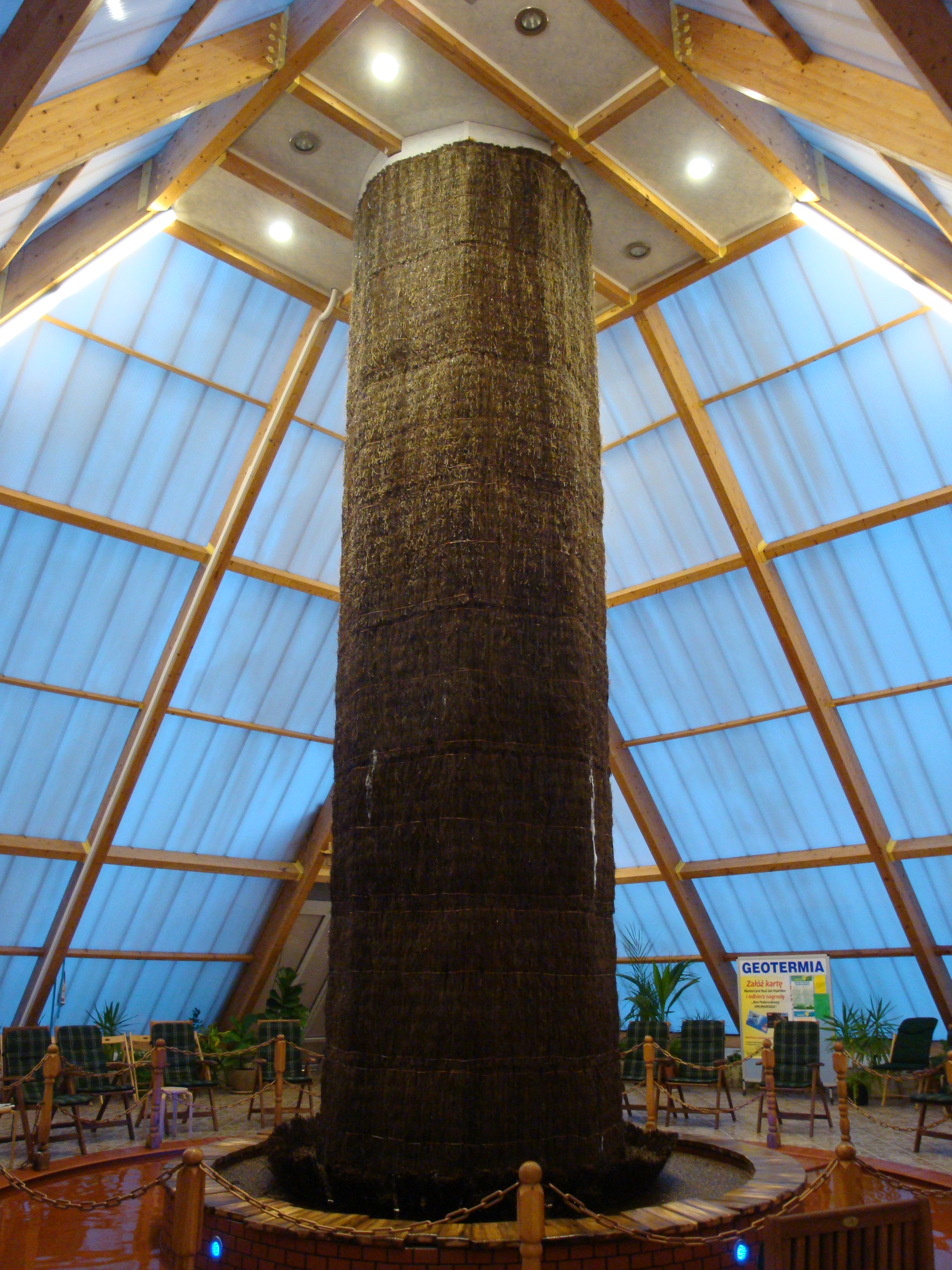
Wewnątrz piramidy, kolumna tężni

Tężnia w Grudziądzu – tężnia zlokalizowana w Grudziądzu w województwie kujawsko-pomorskim, otwarta w 2006 roku.
Tężnia solankowa w Grudziądzu to 9-metrowy słup pokryty tarniną przykryty szklaną piramidą. Jest to inhalatorium zamknięte działające w oparciu o solankę pompowaną rurami z odległego o 3,5 km źródła. Źródło, które znajduje się we wsi Marusza odkryto w 1972 roku z odwiertu o głębokości 1500 metrów. Tężnia znajduje się w zaadaptowanych, przez 15 lat nie używanych obiektach przy Regionalnym Szpitalu Specjalistycznym w Grudziądzu. Jednocześnie wewnątrz piramidy może przebywać około 40 osób.